# Adam Smith

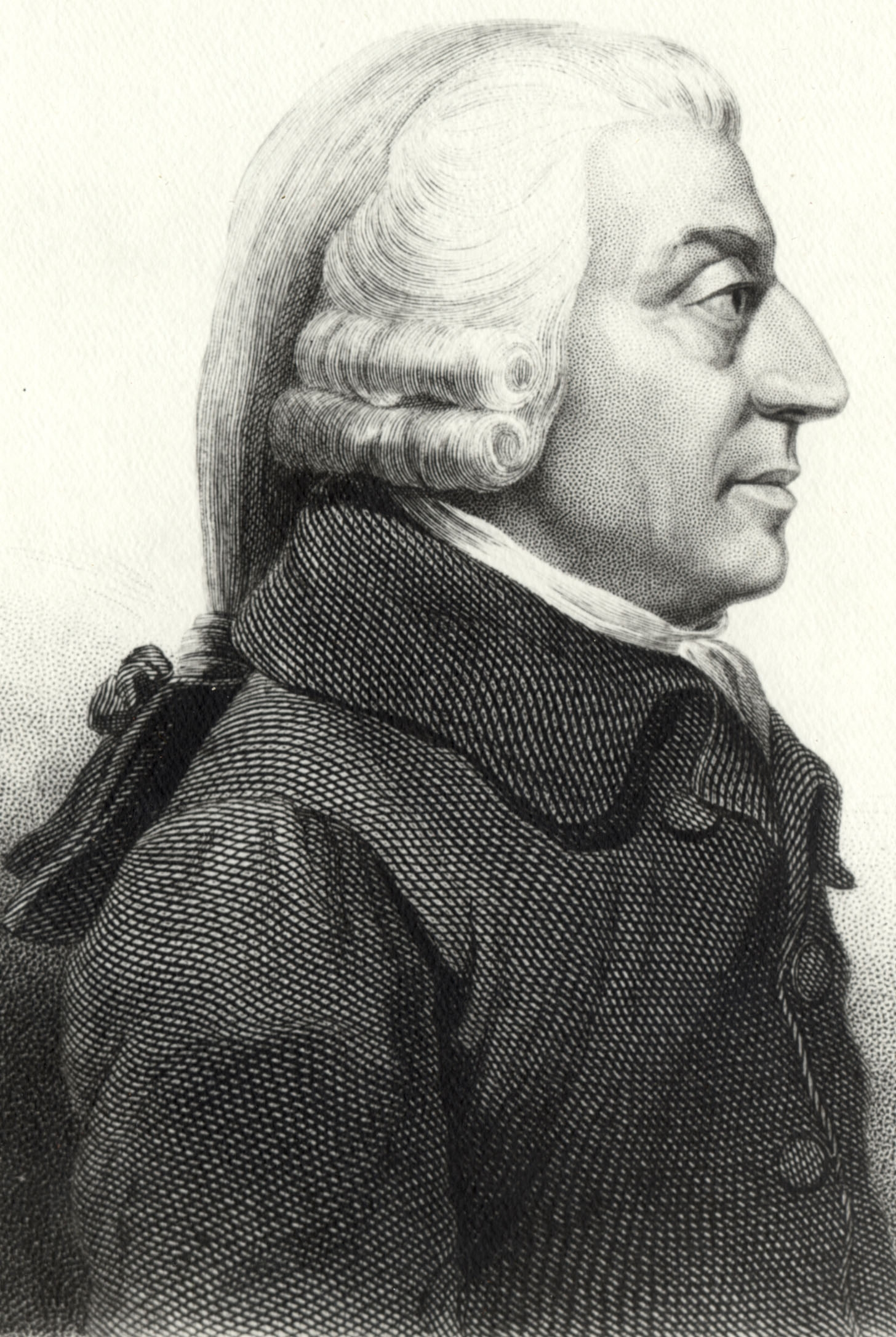
Adam Smith (1787)

Adam Smith [smɪθ], FRSA (getauft am 5. Junijul. / 16. Juni 1723greg. in Kirkcaldy, Grafschaft Fife, Schottland; † 17. Juli 1790 in Edinburgh), war ein schottischer Moralphilosoph und Aufklärer und gilt als Begründer der klassischen Nationalökonomie.

## Leben

### Herkunft

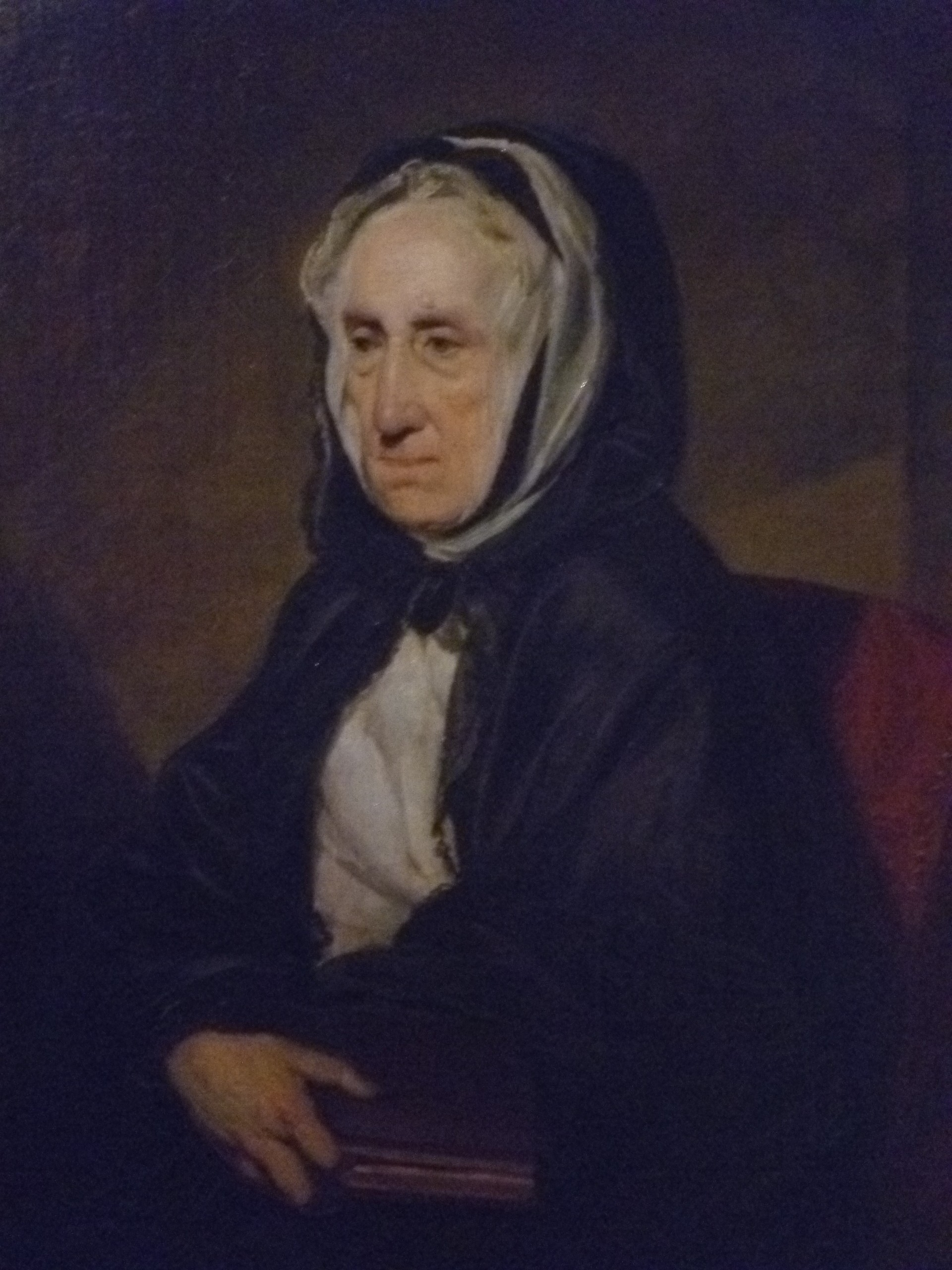
Smiths Mutter Margret Douglas

Über Smiths Leben ist deutlich weniger bekannt als über sein Lebenswerk. Sein Vater Adam Smith sen. (1679–1723) – Anwalt und Privatsekretär des Grafen von Loudoun – starb vor seiner Geburt. Seine Mutter Margaret Douglas (1694–1784), die zweite Frau von Adam Smith sen., war die Tochter eines reichen Landbesitzers und Abgeordneten. Adam Smith und seine Mutter bauten ein sehr inniges Verhältnis zueinander auf. Sie war es auch, die ihn in seiner späteren Ausbildung förderte. Adam Smith wurde am 16. Juni 1723 in Kirkcaldy getauft. Im Alter von vier Jahren soll Smith entführt worden sein. Jedoch hätten ihn die Entführer bei der Verfolgungsjagd verloren, so dass er nach kurzer Zeit wieder nach Hause gebracht werden konnte. Überliefert ist immerhin, dass er die Grundschule in Kirkcaldy absolvierte. Bekannt war hingegen, dass er schon in Jugendjahren stundenlang in Gedanken versunken vor sich hin ging und dies eines seiner „Markenzeichen“ blieb.

### Studium
Adam Smith studierte ab seinem 14. Lebensjahr von 1737 bis 1740 an der Universität Glasgow und besuchte Vorlesungen von Francis Hutcheson, der ihn sowohl in seinen philosophischen als auch ökonomischen Überlegungen beeinflusste. Glasgow zeichnete sich zu dieser Zeit durch einen ökonomischen Aufschwung aus und diente Smith später auch als Objekt seiner ökonomischen Beobachtungen. Sein guter Abschluss im Jahr 1740 brachte ihm ein Stipendium ein, das ihm ein weiteres Studium ermöglichte.
Von 1740 bis 1746 studierte er Philosophie am Balliol College in Oxford. Sehr wohl fühlte er sich im damals recht beschaulichen Oxford allerdings nicht. Die Atmosphäre empfand er im Vergleich zu Glasgow als rückständig. Unter seinen Kommilitonen hatte er kaum Freunde. Zusätzlich zu den bereits bestehenden antischottischen Vorurteilen verschärfte der Jakobitenaufstand 1745 die Situation. Immer wieder litt er an gesundheitlichen Problemen. So berichtet er in einem Brief an seine Mutter von „einem hartnäckigen Skorbut mit einem Zittern des Kopfes“.

### Lehrtätigkeit
1746 kehrte Smith nach Kirkcaldy zurück. Er bemühte sich um eine Anstellung, fand aber keine geeignete. Aufgrund der guten Beziehungen der Familie mütterlicherseits und der Fürsprache des Juristen und Philosophen Lord Kames erhielt er schließlich 1748/49 die Möglichkeit, eine Serie öffentlicher Vorlesungen in Edinburgh zu halten, was damals als Voraussetzung für eine Tätigkeit als Universitätsdozent galt. Seine Themen waren umfassend: von englischer Literatur und Rhetorik über Philosophie bis zu Jurisprudenz. In akademischen Kreisen konnte Smith eine große Anhängerschaft gewinnen. Seine Zeitgenossen berichten über riesigen Andrang der Studenten, obwohl diese Vorträge nicht zum offiziellen Lehrprogramm gehörten. Über den Inhalt der Vorlesungen ist kaum etwas überliefert, sie konnten nur über Mitschriften der Studenten rekonstruiert werden.
1751 (andere Quelle: 1750) wurde er im Alter von nur 27 Jahren Professor für Logik an der Universität Glasgow und 1752 Professor für Moralphilosophie. Somit übernahm er Hutchesons Lehrstuhl und wurde besser bezahlt. Die Moralphilosophie deckte ein weites Spektrum von Theologie über politische Ökonomie bis hin zu Ethik ab, wobei Smiths Unterrichtsniveau als hoch eingestuft wurde. Seine Studenten waren 14 bis 16 Jahre alt. Unterrichtssprache war Latein, Smith unterrichtete bald jedoch als einer der Ersten auf Englisch.
In dieser Zeit entstand seine Freundschaft mit dem Philosophen David Hume.
Sein erstes großes Werk, Theorie der ethischen Gefühle (1759, engl. „The Theory of Moral Sentiments“), wurde zu einem Erfolg und machte ihn rasch bekannt. Es befasste sich mit der menschlichen Natur und ihrem Verhältnis zur Gesellschaft. Nicht eine höhere Instanz, sondern der Mensch selbst setze sich seine Schranken. Der Aufklärer Smith hatte demnach ein eher positives Bild vom menschlichen Verhalten und akzeptiert nicht das etwas rohe, machtbetonte Menschen- und Weltbild, das sich z. B. in Thomas Hobbes’ Leviathan manifestiert. Nach Mario Vargas Llosa erklärt Smith die „Sympathie“ als natürliches Gefühl für Zusammengehörigkeit und „wie sich zwischenmenschliche Beziehungen bilden, die es erlauben, dass eine Gesellschaft funktioniert, statt auseinanderzubrechen oder zu implodieren“.

### Bildungsreise
1763 legte er seine Professur nieder und nahm den finanziell lukrativen Posten des Tutors des jungen Henry Scott, 3rd Duke of Buccleuch an. Dieser war Stiefsohn von Charles Townshend, der von Smith sehr beeindruckt war, und wurde von Smith von Anfang 1764 bis Ende 1766 bei dessen Bildungsreise auf dem europäischen Kontinent (Frankreich, Schweiz) begleitet. Diese dreijährige Tätigkeit brachte Smith eine lebenslange Rente von 300 Pfund Sterling jährlich ein, was einer heutigen (2019) Kaufkraft von etwa 50.000 bis 60.000 Pfund entspricht.
Während des ersten Teils dieser Reise verbrachte er zusammen mit seinem Schützling ein ganzes Jahr in Toulouse, wo es eine große englische Kolonie gab. Da er Französisch noch nicht gut beherrschte, gelang es ihm nicht, in der französischen Gesellschaft dieser damals sehr bedeutenden Stadt Fuß zu fassen und hatte entsprechend viel Muße. Unter diesen Umständen begann er 1764 ein Buch zu schreiben (Der Wohlstand der Nationen).
Weitere Stationen der Reise waren Besuche bei Voltaire in Genf und Paris, wo ihn sein alter Freund David Hume, der damals Attaché in der britischen Botschaft war, in die Pariser Salons einführte. Aus dieser Zeit stammte seine persönliche Bekanntschaft mit den Nationalökonomen Turgot und François Quesnay, den führenden Köpfen des Physiokratismus. Diese Bekanntschaft stellte sicherlich ein Schlüsselerlebnis für seine volkswirtschaftlichen Studien dar.
Die Reise musste 1766 abrupt abgebrochen werden, da der jüngere Bruder des Herzogs, der an dieser Reise teilnahm, plötzlich erkrankte und kurz darauf starb.

### Letzte Jahre

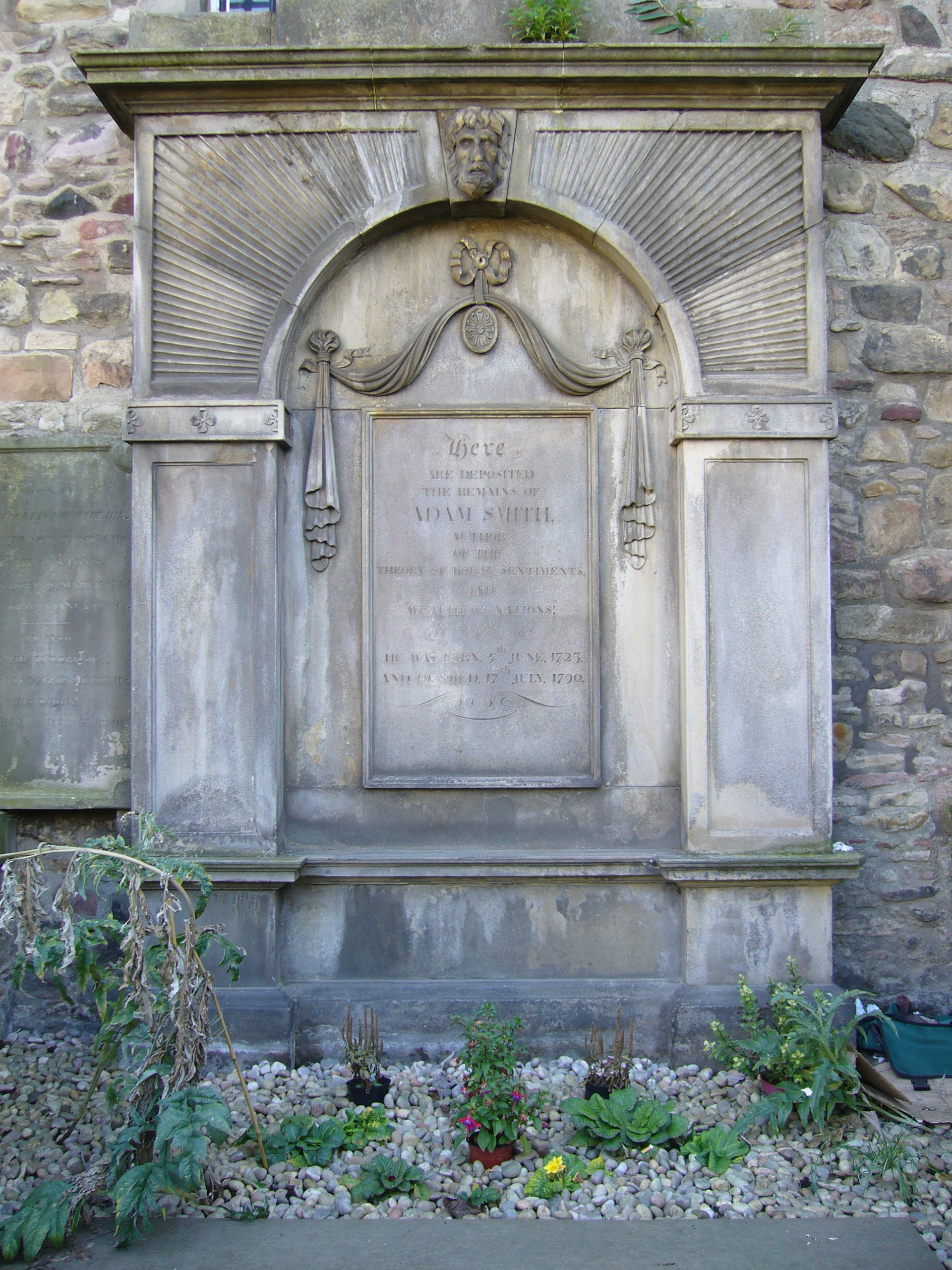
Smiths Grab auf dem Canongate Kirkyard in Edinburgh

Nach seiner Rückkehr nach Großbritannien begann Smith die Arbeit an seinem opus magnum: Der Wohlstand der Nationen erschien 1776 und wurde zu einem überwältigenden Erfolg. Schon bald folgten Übersetzungen, unter anderem auch ins Deutsche. Smith beschreibt erneut die Auswirkungen von Eigeninteresse auf die Gesellschaft. Der Mensch neige zu Handel und Tausch und möchte seine Lebenssituation verbessern. Reichtum ergebe sich durch menschliche Arbeit. Smith verdeutlicht die Bedeutung der Arbeitsteilung und Spezialisierung für den Wohlstand.
Smith verbrachte die meiste Zeit der nächsten elf Jahre in seiner Geburtsstadt Kirkcaldy. Mit seiner 1778 erfolgten Berufung zum Zollkommissar von Schottland zog er in das benachbarte Edinburgh. Im Kampf gegen militante Tee- und Branntweinschmuggler war Smith als Zollkommissar rigoros. In Briefen ist überliefert, wie er das Militär zu Hilfe rief und zusammen mit seinen Kollegen an der Küste alte Schiffsrümpfe als Truppenstützpunkte einrichten ließ. Innerhalb von zwei Jahren gelang ihm die Sanierung des schwer maroden schottischen Geldwesens. In dieser Zeit entstanden seine Freundschaften zu dem Chemiker Joseph Black und dem Naturforscher und Geologen James Hutton. 1783 war er Gründungsmitglied der Royal Society of Edinburgh.
Den Siegeszug der Dampfmaschine des befreundeten Erfinders James Watt erlebte Smith nicht mehr, er starb 1790. Nach seinem Tod wurden auf Smiths testamentarischen Wunsch hin zahlreiche private Aufzeichnungen vernichtet.
Smith muss dem Bild des „zerstreuten Professors“ entsprochen haben. Es existiert eine Vielzahl von Anekdoten, die beschreiben, wie er eine vorwiegend geistige Existenz führte. So soll er zeitlebens Selbstgespräche geführt haben und auch einmal im Morgenrock auf der Straße angetroffen worden sein. Aufgrund seiner ökonomisch-kritischen Ansichten kann jedoch ebenfalls angemerkt werden, dass sich Smith nicht bloß Freunde unter den Unternehmern gemacht haben dürfte, die möglicherweise den nötigen Einfluss besaßen, mithilfe von Verfälschung ein skurriles Abbild seiner Persönlichkeit, über die ohnehin sehr wenig überliefert wurde, zu schaffen, um seine Thesen in Frage stellen zu können. Andererseits soll Smith überaus höflich gewesen sein. Sein Freund David Hume beschrieb ihn in einem Brief: „Sie werden in ihm einen wahrhaft verdienstvollen Mann finden, wenngleich seine sesshafte, zurückgezogene Lebensweise sein Auftreten und Erscheinungsbild als Mann von Welt getrübt hat.“ Smith machte mehrere Heiratsanträge, die jedoch alle abgelehnt wurden. Er besaß eine äußerst ansehnliche Privatbibliothek mit etwa dreitausend Bänden, darunter Werke in französischer, lateinischer, griechischer, italienischer und englischer Sprache. Smiths Sammlung erstreckte sich von den Themengebieten Literatur und Kunst, Recht, Politik und Biographie sowie lateinischen und griechischen Klassikern über Nationalökonomie und Geschichte bis hin zu Geisteswissenschaften und Philosophie.

## Werk

### Ökonomie

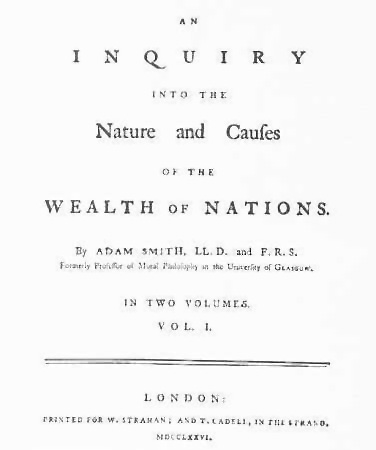
Die erste Seite seines Hauptwerks An Inquiry into the Nature and Causes of the Wealth of Nations

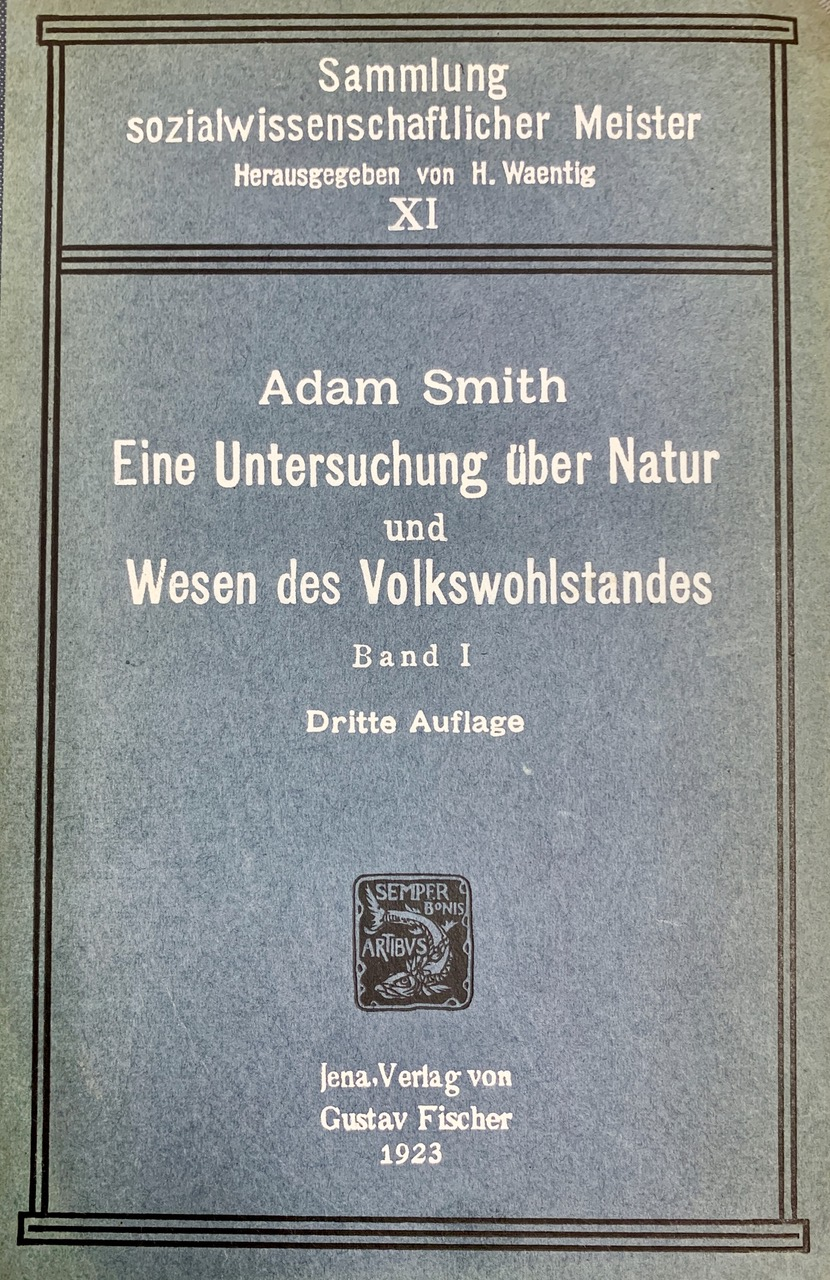
Buchcover Ausgabe 1923

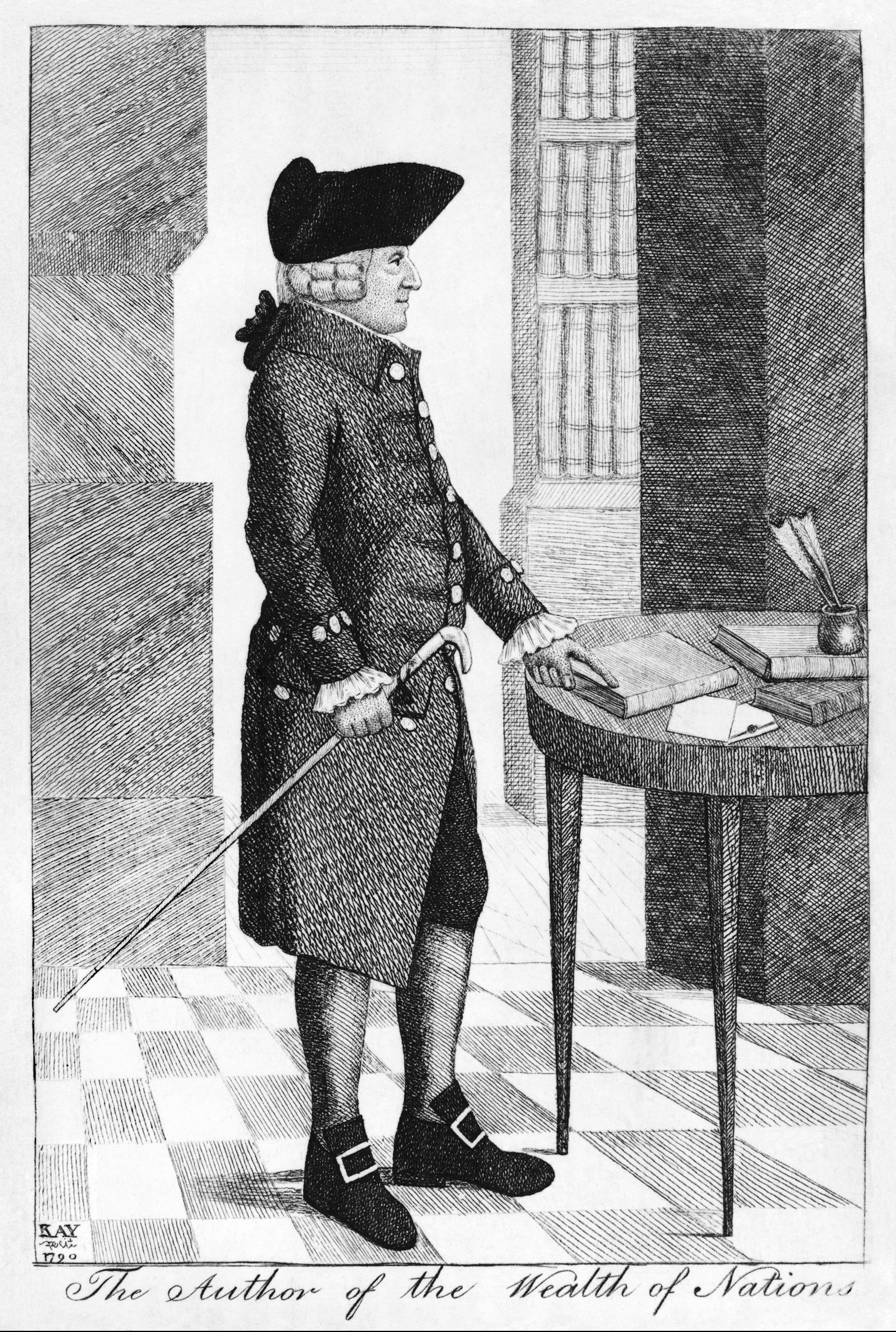
Smith in einer zeitgenössischen Karikatur von John Kay (1790).

Smiths Wirkung in der Ökonomie war erstaunlich. Seine Themen waren die Rolle der Arbeit und der Arbeitsteilung, die Rolle des freien Marktes, die Bestimmung des Werts, des Mehrwerts, des Profits, des Lohns, der Inhalt der produktiven Arbeit und unproduktiven Arbeit, die Fragen der Verteilung, des Außenhandels und die Rolle des Staates. Karl Marx bezeichnete Smith als den „zusammenfassenden politischen Ökonomen der Manufakturperiode“. Doch Smith war nicht nur der Ökonom der Manufakturperiode, „sondern der des Kapitalismus der freien Konkurrenz schlechthin, dessen industrielles Stadium eingeschlossen“, sagt Peter Thal. Friedrich Engels nannte ihn den „ökonomischen Luther“.
Smiths Vorlesungen in Moralphilosophie bildeten 1759 die Grundlage für die Veröffentlichung seines philosophischen Hauptwerkes Theorie der ethischen Gefühle. Darin bezeichnet er die Sympathie für die Mitmenschen als Grundlage der Moral und als Triebfeder der menschlichen Arbeit.
1776 erschien die erste Ausgabe seines berühmten ökonomischen Hauptwerks Der Wohlstand der Nationen – Eine Untersuchung seiner Natur und seiner Ursachen (Originaltitel: An Inquiry into the Nature and Causes of the Wealth of Nations), an dem er seit seiner Frankreichreise gearbeitet hatte. Das Erscheinen dieses Buches wird als Geburtsstunde der englischen Nationalökonomie angesehen, da die vor Smith publizierten ökonomischen Schriften nicht als wissenschaftlich galten, weil sie aus der Perspektive des Staates (kameralistisch) oder bestimmter Wirtschaftsteilnehmer (z. B. Handbücher für Kaufleute) geschrieben waren. Zwischen den beiden Werken wird besonders in der deutschen Forschungsliteratur zur politischen Ökonomie und zur Ethik häufig ein Widerspruch gesehen, der als das sog. Adam-Smith-Problem in die Literatur eingegangen ist. Smiths Untersuchung zum Wohlstand der Nationen trat sofort nach Erscheinen einen Siegeszug um die Welt an. Von 1776 bis 1800 erlebte das Werk neun englische Auflagen, ohne die in Irland und den USA erschienenen. In der gleichen Zeit wurde es ins Dänische, Holländische, Französische, Deutsche, Italienische und Spanische übersetzt. Die erste russische Ausgabe erschien in den Jahren 1802/06.
Im Wohlstand der Nationen bezeichnet er die Arbeit (lateinisch industria, englisch industry, daher die Benennung des smithschen Systems als Industriesystem) als Quelle und Maßstab des Wertes von Gütern. Damit begann die Ablösung von der Natur als wichtigster Ressource für die Güterproduktion, denn für die Physiokraten war noch die Natur die einzige Quelle des Wertes. Im Gegensatz zur Anschauung der Merkantilisten und der Physiokraten ist für Smith jede nützliche Arbeit produktiv. Er vervollkommnete damit die von William Petty begründete klassische Arbeitswertlehre, indem er zeigte, dass allein die Arbeit Wert schafft und zwar jede Arbeit, unabhängig von ihrer konkreten Form, „Arbeit schlechthin“. Mit den französischen Physiokraten bezeichnet er den nicht durch strenge Staatseingriffe gehinderten freien Wettbewerb als Grundlage einer zu gesellschaftlichem Reichtum führenden Arbeitsteilung. Der freie innere und internationale Verkehr bewirkt nach Smith nicht allein eine zweckmäßige örtliche und zeitliche Verteilung von Kräften und Mitteln sowie den Ausgleich von Preisen und Gewinnen, sondern auch die beste Förderung des Gemeinwohls. Dass er zugleich nicht nur als Zollkommissar wirksam arbeitete, sondern auch für die strengste Beschränkung des Außenhandels durch die englischen Navigationsakte plädierte, war für ihn kein Widerspruch, da er der Landesverteidigung eine höhere Priorität als dem Wohlstand einräumte. Unter Handelsfreiheit verstand er kein Prinzip, das stets und unabhängig von realen wirtschaftlichen Entwicklungen gelten sollte, sondern eines, das immer auch die gegenwärtigen politischen und wirtschaftlichen Verhältnisse berücksichtigen sollte. So befürwortete Smith z. B. auch dieselbe Besteuerung für die aus dem Ausland eingeführten Handelswaren, welche auch die heimische Produktion in gleichem Maße belastet. Im Buch befasste er sich erstmals auch mit Fragen der Wechselkursparität, die für ihn mit dem Schuldengleichstand zwischen zwei Staaten zusammenhing.
Smith gilt als Begründer der Ökonomie als Wissenschaft. Dabei suchte er nach einem Prinzip, mithilfe dessen er individuelles Glücksstreben und Gemeinwohl zusammendenken konnte. Er fand dieses Prinzip in der natürlichen Freiheit des Marktes, der, wenn man ihn nur seine Wahrheit bilden lasse, wie von Geisterhand für die nachhaltige Verbesserung des Gemeinwohls sorge. Wie Smith betont, sei dies wesentlich wirksamer, als wenn direkt beabsichtigt würde, das Gemeinwohl zu erhöhen. Die Ökonomie gehörte dabei nicht zufällig zu seinen Lehraufgaben als Moralphilosoph. Eine der aristotelischen Kernfragen der philosophischen Ethik, der Smith sich als Moralphilosoph widmete, lautet: „Was ist bedeutsamer: das allgemeine, gesellschaftliche Glück oder das persönliche, individuelle Glück?“ Smith beantwortete sie im Wohlstand der Nationen mithilfe empirischer Schlussfolgerungen: Das allgemeine, gesellschaftliche Glück werde maximiert, indem jedes Individuum im Rahmen seiner gesellschaftlichen Grenzen versucht, sein persönliches Glück zu erhöhen. Diese gesellschaftlichen Grenzen sind das, was er in der Theorie der ethischen Gefühle den „inneren Richter“ bzw. den „Unparteiischen Beobachter“ nannte, der jede Handlung darauf befragt, ob sie gesellschaftlich anerkannt und legitimierbar ist.
Obwohl jeder Einzelne also ausschließlich die eigenen wirtschaftlichen Interessen verfolgt, wird durch die unsichtbare Hand des Marktes der größtmögliche gesellschaftliche Reichtum und damit das größtmögliche Glück aller hervorgebracht – wenn auch mehr oder weniger nur zufällig, da der Einzelne dies „in keiner Weise beabsichtigt hat.“ Zwar sind durch die Verteilung der Güter über den Markt nicht alle gleich wohlhabend, allerdings können durch gesamtwirtschaftliches Wachstum letztlich alle Bevölkerungsschichten profitieren. Dies lässt sich dadurch erklären, dass für Smith eine Marktwirtschaft kein Nullsummenspiel sein soll (wie dies etwa noch im Merkantilismus gedacht wurde) – vielmehr führt die Ausweitung der Handelsbeziehungen zu mehr Arbeitsteilung, wodurch Güter effektiver produziert und somit günstiger getauscht werden können, was wiederum dazu führt, dass der Wohlstand aller Bevölkerungsschichten erhöht werden kann.
Smith beginnt das erste Kapitel des Wohlstands der Nationen mit einer Untersuchung der Arbeitsteilung, die nach seiner Auffassung von zentraler Bedeutung für wachsenden Wohlstand ist: „Die Arbeitsteilung dürfte die produktiven Kräfte der Arbeit mehr als alles andere fördern und verbessern“ (WN, Kap. 1). Die Wirkung der Arbeitsteilung zeigt er am Beispiel der Stecknadelproduktion auf – ein Beispiel, das er der französischen Encyclopédie entnommen hat. Wenn nicht die Arbeitsteilung aus der Stecknadelproduktion ein eigenständiges Gewerbe mit speziellen Maschinen gemacht hätte, könnte ein nicht speziell in diesem Handwerk ausgebildeter Arbeiter „sicherlich keine zwanzig Nadeln und vielleicht nicht einmal eine Nadel am Tag herstellen“. Hingegen stellen in einer kleinen spezialisierten Manufaktur zehn Arbeiter täglich etwa 48000 Stecknadeln und somit jeder Arbeiter 4800 Stecknadeln her. „Und dieses ungeheure Anwachsen der Produktion in allen Gewerben, als Folge der Arbeitsteilung, führt in einem gut regierten Staat zu allgemeinem Wohlstand, der selbst in den untersten Schichten der Bevölkerung spürbar wird“ (WN, Kap. 1). Karl Marx kritisiert, dass Smiths politische Ökonomie „die gesellschaftliche Teilung der Arbeit… nur vom Standpunkt der manufakturmäßigen Teilung der Arbeit [betrachte], als Mittel, mit demselben Quantum Arbeit mehr Ware zu produzieren, daher die Waren zu verwohlfeilern und die Akkumulation des Kapitals zu beschleunigen.“
Laut Smith hat sich die Arbeitsteilung aufgrund der angeborenen Neigung des Menschen zum Tausch entwickelt: „Wie das Verhandeln, Tauschen und Kaufen das Mittel ist, uns gegenseitig mit fast allen nützlichen Diensten, die wir brauchen, zu versorgen, so gibt die Neigung zum Tausch letztlich auch den Anstoß zur Arbeitsteilung.“ Nur der Mensch hat nach Adam Smiths Beobachtung die natürliche Neigung zum Tausch: „Jene Eigenschaft ist allen Menschen gemeinsam, und man findet sie nirgends in der Tierwelt, …. Niemand hat je erlebt, dass ein Hund mit einem anderen einen Knochen redlich und mit Bedacht gegen einen anderen Knochen ausgetauscht hätte …“ (WN, Kap. 2).

Marx hebt Smiths Einsicht in die Nachteile der Arbeitsteilung hervor:„Die Teilung der Arbeit entwickelt die gesellschaftliche Produktivkraft der Arbeit… auf Kosten des allgemeinen Produktivvermögens des Arbeiters.“
Populär ist der oft mit Adam Smith in Verbindung gebrachte Begriff der unsichtbaren Hand. Smith verwendet diese seinen Zeitgenossen geläufige Metapher im Wohlstand der Nationen nur an einer Stelle, und zwar in einem Kapitel über Handelsbeschränkungen. Er zeigt dort, dass der Einzelne gerade dadurch, dass er aus Eigennutz seine Produktivität und Erträge steigern will, das Interesse der Gesellschaft stärker fördert, als wenn er dieses Interesse direkt hätte fördern wollen: „Er wird in diesem wie auch in vielen anderen Fällen von einer unsichtbaren Hand geleitet, um einen Zweck zu fördern, den zu erfüllen er in keiner Weise beabsichtigt hat“ (viertes Buch, Kap. 2).
Er unterscheidet zwischen dem natürlichen Preis und dem tatsächlich gezahlten Preis, dem Marktpreis. Er geht dabei davon aus, dass in jeder Gesellschaft übliche oder natürliche Sätze für den Arbeitslohn, den Kapitalgewinn und die Grundrente existieren. „Eine Ware wird dann zu dem verkauft, was man als ihren natürlichen Preis bezeichnet, wenn der Preis genau dem Betrag entspricht, der ausreicht, um nach den natürlichen Sätzen die Grundrente, den Arbeitslohn und den Kapitalgewinn zu bezahlen, welche anfallen, wenn das Produkt erzeugt, verarbeitet und zum Markt gebracht wird.“ Unter dem Marktpreis versteht Smith „den tatsächlichen Preis, zu dem eine Ware gewöhnlich verkauft wird, …. Er kann entweder höher oder niedriger als der natürliche Preis oder ihm genau gleich sein“. Liegt der Marktpreis über dem natürlichen Preis, wird sich das Angebot vergrößern, da sich die Herstellung dieser Ware lohnt. Liegt er hingegen darunter, dann reicht er nicht aus, um den für die Herstellung der Ware nötigen Arbeitslohn, Kapitalgewinn oder die Grundrente nach den natürlichen Sätzen zu decken. Das Selbstinteresse der einzelnen Arbeiter, Geschäftsleute und Grundbesitzer sorgt dafür, dass im ersten Fall das Angebot erhöht und im zweiten Fall vermindert wird. Ein überhöhter Marktpreis vergrößert das Angebot, wodurch der Marktpreis sinkt. Ein zu niedriger Marktpreis vermindert das Angebot, wodurch der Marktpreis steigt. „Aus diesem Grund ist der natürliche Preis gleichsam der zentrale, auf den die Preise aller Güter ständig hinstreben.“ Dieser Mechanismus wird üblicherweise mit der unsichtbaren Hand des Marktes umschrieben, wobei Smith selbst die Metapher von der unsichtbaren Hand an anderer Stelle im Wohlstand der Nationen verwendet.
Den freien Wettbewerb behindernde Monopole und Kartelle (z. B. Zünfte) hielt Smith für besonders schädlich. Eine berühmte Stelle im Wohlstand der Nationen (erstes Buch, Kapitel 10) lautet:

„Geschäftsleute des gleichen Gewerbes kommen selten, selbst zu Festen und zur Zerstreuung, zusammen, ohne dass das Gespräch in einer Verschwörung gegen die Öffentlichkeit endet oder irgendein Plan ausgeheckt wird, wie man die Preise erhöhen kann. Solche Zusammenkünfte kann man aber unmöglich durch irgendein Gesetz unterbinden, das durchführbar oder mit Freiheit und Gerechtigkeit vereinbar wäre, doch sollte das Gesetz keinerlei Anlass geben, solche Versammlungen zu erleichtern, und, noch weniger, sie notwendig zu machen.“

Zu Smiths Zeit war trotz der von ihm beobachteten gewissen Erhöhung der Produktion die Armut großer Teile der Bevölkerung frappierend. Deren Untersuchung widmet er sich intensiv. „Des öfteren habe ich gehört, es sei im schottischen Hochland nichts Ungewöhnliches, dass eine Mutter von ihren zwanzig Kindern nur zwei am Leben erhalten kann“ (Erstes Buch, Kapitel 8; daraus auch die drei weiteren Zitate).
Bei Lohnverhandlungen sieht Smith Arbeiter in einer viel schwächeren Position als Unternehmer. Dies erklärt Smith damit, dass Unternehmer sich aufgrund ihrer geringeren Zahl viel leichter als die Arbeiter zusammenschließen und eine Art Lohnkartell bilden können.

„Wer sich aber umdeswillen einbildet, dass die Meister sich selten verbinden, der versteht ebensowenig von der Welt als von dieser Sache. Die Meister stehen stets und überall in einer Art stillschweigender, aber fortwährender und gleichförmiger Übereinkunft, den Arbeitslohn nicht über seinen gegenwärtigen Satz steigen zu lassen… Mitunter gehen die Meister auch besondere Verbindungen ein, um den Arbeitslohn sogar unter seinen Satz herunterzudrücken.“

Derartige Zusammenschlüsse gelangen den Arbeitern zum einen aufgrund ihrer großen Zahl und auch deswegen, weil damals Vereinigungen der Arbeiter gesetzlich verboten waren, kaum. Allerdings sah Smith auch Arbeitnehmergruppen kritisch:

„Oft leistet jedoch solchen Verbindungen (unter den Meistern) eine entgegengesetzte abwehrende Verbindung der Arbeiter Widerstand, ja manchmal verabreden sich diese auch ohne eine solche Herausforderung von selbst zur Erhöhung des Preises ihrer Arbeit. Ihr gewöhnlicher Vorwand ist bald der teure Preis der Nahrungsmittel, bald der große Gewinn, den die Meister aus ihrer Arbeit ziehen. Mögen diese Verbindungen aber angreifender oder verteidigender Art sein: Ruchbar genug werden sie jederzeit. Um die Sache zu einer schnellen Entscheidung zu bringen, machen sie immer ein recht lautes Geschrei und verüben zuweilen die heftigsten Gewalttätigkeiten und Mißhandlungen. Sie sind verzweifelt und handeln mit der ganzen Torheit und Ausschweifung verzweifelter Menschen, die entweder verhungern oder ihre Meister so in Schrecken setzen müssen, dass sie sofort in ihr Begehren willigen. Die Meister ihrerseits benehmen sich bei solchen Gelegenheiten nicht weniger lärmend, rufen unaufhörlich und dringend den Beistand der Obrigkeit auf und verlangen die strenge Ausführung der Gesetze, die mit so großer Unnachsichtlichkeit gegen die Verbindungen der Dienstboten, Arbeiter und Gesellen gegeben sind. Daher haben denn die Arbeiter sehr selten einen Nutzen von diesen gewalttätigen und ungestümen Verbindungen, die vielmehr teils durch das Einschreiten der Obrigkeit, teils durch die überlegene Beharrlichkeit der Meister, teils endlich dadurch, dass der größere Teil der Arbeiter gezwungen ist, sich um des täglichen Unterhalts willen zu unterwerfen, gewöhnlich kein anderes Ende haben als die Bestrafung oder das Verderben der Rädelsführer.“

Smith plädiert für den freien Arbeitsmarkt, wo Angebot und Nachfrage die Höhe des Lohnes bestimmen:

„Es gibt jedoch gewisse Umstände, die den Arbeitern einen Vorteil gewähren und sie in den Stand setzen, ihren Lohn weit über jenen Satz zu erhöhen, welcher offenbar der niedrigste ist, der sich mit der allergewöhnlichsten Menschlichkeit verträgt. Wenn in einem Lande die Nachfrage nach denen, die vom Lohne leben - Arbeiter, Gesellen, Dienstboten aller Art -, andauernd wächst, wenn jedes folgende Jahr einer größeren Anzahl derselben Beschäftigung gibt als das vorhergehende, so haben die Arbeiter keinen Anlass, sich zur Erhöhung des Lohnes zu verbinden. Der Mangel an Händen ruft eine Konkurrenz unter den Meistern hervor, die, um Arbeiter zu bekommen, einander in die Höhe treiben und so von selbst die natürliche Übereinkunft der Meister, den Lohn nicht steigen zu lassen, wirkungslos machen.“

Lohnerhöhungen sind, so Smith, eine notwendige Folge von Wirtschaftswachstum, wobei nicht die absolute Höhe des Volkseinkommens, sondern sein stetiges Ansteigen ausschlaggebend ist: „es sind folglich nicht die wohlhabenden Länder, in denen der Arbeitslohn am höchsten ist, sondern jene, die sich am schnellsten entwickeln oder am raschesten reich werden“. Smith erläutert dies am Beispiel des zu seiner Zeit aufsteigenden Nordamerikas. Dort lagen die Löhne höher als im damals reicheren England. Ausgehend von seinen Beobachtungen zur damaligen Zeit untersucht Smith den Zusammenhang zwischen der Höhe des Lohns und der Bevölkerungsentwicklung. „Der Mensch ist darauf angewiesen, von seiner Arbeit zu leben, und sein Lohn muss mindestens so hoch sein, dass er davon existieren kann. Meistens muss er sogar noch höher sein, da es dem Arbeiter sonst nicht möglich wäre, eine Familie zu gründen; seine Schicht würde dann mit der ersten Generation aussterben.“ Wenn die Entlohnung der Arbeit reichlicher wird, können die Armen ihre Kinder besser versorgen und folglich mehr von ihnen aufziehen. „Es sollte jedoch nicht übersehen werden, dass dies lediglich in dem Maße möglich ist, in dem die Nachfrage [der Unternehmer] nach Arbeit zunimmt. […] Bliebe der Lohn einmal unter der erforderlichen Höhe, würde ihn der Mangel an Arbeitskräften bald wieder hochtreiben. Wäre er dagegen einmal höher, würde ihn die übermäßige Vermehrung sehr bald wieder auf die notwendige Höhe herabdrücken. In einem Falle wäre der Markt mit Arbeitskräften unterversorgt, im anderen überversorgt, so dass die Marktkräfte den Lohn auf einem Niveau einpendeln würden, das den jeweiligen Verhältnissen in dem Lande entspricht.“ Eine gesetzliche Fixierung von Löhnen lehnt Smith ab: „Wie uns die Erfahrung zu lehren scheint, kann man seine Höhe [= die Höhe des Lohns] durch Gesetz niemals vernünftig festlegen, obwohl dies oft behauptet wird“ (Zitate aus WN, Erstes Buch, Kapitel 8).
Kennzeichnend für Smith ist sein empirisches und historisches Vorgehen. Alle seine Folgerungen werden stets durch Beobachtungen und zum Teil intensives Quellenstudium über zurückliegende Preisentwicklungen belegt (siehe Ian Simpson Ross: Adam Smith. Kap. 14).
Weitere Veröffentlichungen von Adam Smith sind unter anderen A Dictionary of the English Language by Samuel Johnson, das er 1755 anonym veröffentlichte und mehrere Essays unter dem Titel Essays on Philosophical Subjects, die 1795 nach seinem Tod veröffentlicht wurden. Smith verbrannte im Beisein seiner Freunde alle Notizen und Manuskripte. Er wollte so verhindern, der Welt etwas Unfertiges zu überlassen.

### Kapitalmärkte
Smith war gegen ein generelles Zinsverbot: „Wie die Erfahrung lehrt, hat das Zinsverbot das Übel des Wuchers noch vergrößert, anstatt es zu verhindern“ (2. Buch, Kap. 4). Er hielt jedoch die gesetzliche Fixierung eines Höchstzinses, wie es zu seiner Zeit in England der Fall war, durchaus für sinnvoll. Dieser gesetzliche Höchstzins solle seiner Ansicht nach stets etwas über dem üblichen Marktzins liegen, den Schuldner gewöhnlich für die Leihe des Geldes zahlen. Wäre er niedriger festgelegt, dann würde dieser gesetzliche Zins genauso oder annähernd genauso verderblich wirken wie ein generelles Zinsverbot.
Der gesetzliche Höchstzins sollte aber auch nicht allzu sehr über dem üblichen Marktzins liegen. „Läge er in England zum Beispiel bei 8 oder 10 %, so würde das Leihgeld größtenteils an unseriöse Geschäftsleute und Plänemacher (original engl.: prodigals and projectors) fließen, da nur sie bereit wären, diesen hohen Zins zu zahlen“ (2. Buch, Kap. 4). Hier spiegelt sich Smiths Erfahrung mit der Kapitalmarktblase Anfang des 18. Jahrhunderts, der sogenannten „South Sea Bubble“, wider. Er war der Ansicht, dass ein Höchstzins verhindert, dass das Kapital eines Landes jenen soliden Geschäftsleuten entzogen wird, die es höchstwahrscheinlich mit Gewinn und Vorteil verwenden. „Überall dort wo der legale Zins nur ein wenig über dem niedrigsten Marktzins festgelegt wird, ziehen die Darlehensgeber die soliden Geschäftsleute den anderen vor, da sie fast soviel Zinsen erhalten, wie sie von den unseriösen zu nehmen riskieren, wobei ihr Geld zudem weit sicherer angelegt ist.“

### Staatstheorie
Smith sah den Wohlstand der Bevölkerung in einem System der natürlichen Freiheit am besten verwirklicht. Aus Quesnays Forderung nach Handelsfreiheit, um das Getreide zu verteuern und dadurch der Landwirtschaft aufzuhelfen, wird bei Smith die Utopie eines freien Handels, der den gesellschaftlichen Wohlstand erhöht.
Seine Staatstheorie geht davon aus, dass durch die Arbeitsteilung die Produktionsverhältnisse so kompliziert werden, dass eine Einzelplanung durch den Staat keinen Sinn mehr ergibt und es besser ist, die Verfolgung privater Interessen zuzulassen, durch die die Schaffung des gesellschaftlichen Reichtums am besten erfüllt wird.
Logische Konsequenz ist ein bürgerlicher Rechtsstaat, der kein eigenes Interesse wahrnimmt, sondern nur gesellschaftliche Rahmenbedingungen zur Verfügung stellt. Dem Staat kommen nach Smith vier zentrale Aufgaben zu:
1. Organisation der Landesverteidigung;
2. Schutz jedes Mitgliedes der Gesellschaft vor Ungerechtigkeit und Unterdrückung;
3. Errichtung und Unterhalt von öffentlichen Anstalten, deren Errichtung oder Erhaltung durch Private nicht möglich wären, aber dennoch für die Allgemeinheit bedeutsam sind, zum Beispiel das Unterrichts- und Transportwesen;
4. Durchsetzung des Privateigentums.

Die allgemeine Bildung durch den Staat zu sichern war für Smith ein sehr wichtiges Thema, da er sehr wohl die Gefahren der von ihm propagierten Arbeitsteilung sah. Damit ist die Verdummung von Arbeitern gemeint, die nur wenige Handgriffe ausführen. Der Staat trage daher die Verantwortung für die „Erziehung der Jugend“ sowie die „Unterrichtung und Ausbildung von Menschen jeden Alters.“ Besonderen Wert legte er dabei auf die öffentliche Förderung der Bildung des „einfachen Volkes“ (WN, Fünftes Buch, Kapitel 1):

„Die Erziehung der niederen Volksklassen erfordert vielleicht in einer zivilisierten und handeltreibenden Gesellschaft die Aufmerksamkeit des Staates mehr als die Erziehung der Vornehmeren und Begüterteren. Vornehme und vermögende Jünglinge haben gewöhnlich schon ihr achtzehntes oder neunzehntes Jahr erreicht, ehe sie in ein besonderes Geschäft, Amt oder Gewerbe eintreten, durch welches sie sich in der Welt Ehre erwerben wollen. Sie haben also vorher Zeit genug, sich alle Fertigkeiten, wodurch sie sich der öffentlichen Achtung empfehlen oder sich ihrer würdig machen können, zu erwerben oder sich wenigstens auf deren Erwerbung vorzubereiten […] Erleichtern kann der Staat die Erlernung dieser Gegenstände, indem er in jedem Kirchspiele oder Distrikte eine kleine Schule errichtet, worin die Kinder für ein so geringes Schulgeld unterrichtet, werden, dass auch der gemeinste Tagelöhner es aufzubringen vermag. Der Lehrer muss nämlich zum Teil, aber auch nur zum Teil, vom Staate besoldet werden, weil er, wenn er ganz oder auch nur hauptsächlich von ihm bezahlt würde, bald lernen könnte, seine Amtspflichten zu vernachlässigen […] Ermuntern kann der Staat zur Erlernung jener wesentlichsten Unterrichtsgegenstände, wenn er den Kindern der gemeinen Leute, die sich darin hervortun, kleine Prämien und Ehrenzeichen gibt. Zur unerläßlichen Bedingung kann der Staat den Leuten aus der gemeinen Volksklasse die Erlernung jener Unterrichtsgegenstände machen, wenn er jeden einer Prüfung darin unterwirft, ehe er das Zunftrecht erhalten oder sich in einem Dorfe oder einer Stadt gewerblich niederlassen darf.“

Durch diese gebotene Bildung werde dem einfachen Mann ein Aufstieg aus seiner durch Geburt vorgegebenen Situation ermöglicht, welchen er durch eigenen Fleiß erreichen könne. Dazu sprach sich Smith für den Wettbewerb an Universitäten aus (WN, Fünftes Buch, Kapitel 1):

„Die milden Stiftungen von Stipendien aller Art ziehen eine gewisse Anzahl von Studierenden nach bestimmten Lehranstalten, ohne dass dabei in Betracht kommt, ob die Lehranstalten gut sind oder nicht. Würde es den Studenten, die solche milde Stiftungen genießen, freigestellt, welche Lehranstalt sie wählen wollen, so könnte diese Freigebung vielleicht dazu dienen, unter den verschiedenen Lehranstalten einen Wetteifer zu erwecken. Eine Verordnung aber, welche selbst den unabhängigen Mitgliedern jeder einzelnen Lehranstalt verbietet sie zu verlassen und ohne zuvor dazu die Erlaubnis der Lehranstalt, welche sie verlassen wollen, nachgesucht und erhalten zu haben, auf eine andere zu gehen, muss diesen Wetteifer geradezu unterdrücken.“

Aus heutiger Sicht bemerkenswert ist, dass Smith, auch im Gegensatz zu vielen seiner Zeitgenossen wie etwa James Stewart, keine vorrangige Staatsaufgabe darin sah, Beschäftigung zu sichern. Smith ging davon aus, dass bei Handelsfreiheit Arbeitskräfte und Kapital eines Landes dorthin wandern, wo sie vergleichsweise günstig eingesetzt werden. Dies geschieht, wenn heimische Produzenten im Vergleich zu preisgünstigeren oder qualitativ überlegenen Importen nicht mehr wettbewerbsfähig sind. Heimische Produzenten werden dadurch veranlasst, effizienter als bisher zu produzieren oder auf die Produktion anderer Güter, in denen sie wettbewerbsfähig sind, umzuschwenken. Manche heimische Produzenten werden in Konkurs gehen. Diese Mechanismen führen dazu, dass Arbeitskräfte und Kapital in andere Gewerbezweige abwandern – ein Effekt der internationalen Arbeitsteilung.
Dass dies ein Mechanismus ist, der nicht für alle Beteiligten mit gleicher Leichtigkeit zu bewältigen ist, ist Smith durchaus klar: Während der Kapitalgeber sein Geld ohne größere Probleme von einem Geschäft auf das andere verlagern kann, ist es für den Unternehmer, der nicht selbst nur Kaufmann ist, sondern eine kompliziertere arbeitsteilige Produktion aufgebaut hat, ebenso wie für den Arbeiter, der eine Anhänglichkeit an den Arbeitsort, seine Menschen und seine Umgebung entwickelt hat, wesentlich schwieriger zu wechseln und jedenfalls stets mit höheren Einbußen verbunden, wenn nicht gar durch Entlassung mit Arbeitslosigkeit. Aus diesem Grund steht Smith einer zeitweiligen Unterstützung von Gewerben, die durch den Außenhandel beeinträchtigt werden, offen gegenüber.
Bei Smith finden sich also ethische Aspekte, die es staatspolitisch erforderlich machen, Zölle nur langsam und rücksichtsvoll abzubauen, wenn ein Gewerbe, das bis dahin von der ausländischen Konkurrenz geschützt war, sich so gut entwickelt hatte, dass es Arbeitskräfte in großer Zahl beschäftigt hatte. Denn „eine schlagartige Aufhebung der hohen Zölle und Einfuhrverbote könnte zu einer so raschen Überflutung des Inlandsmarktes durch gleiche, aber billigere Auslandswaren führen, daß sich von heute auf morgen tausende unserer Landsleute ihres Arbeitsplatzes und damit ihres Lebensunterhalts beraubt sähen“.
Auch für die Unternehmer sucht er eine gerechte Lösung:
„Der Unternehmer einer großen Manufaktur würde ohne Zweifel ganz beträchtliche Verluste erleiden, wenn der Inlandsmarkt plötzlich für ausländische Konkurrenten eröffnet wird und er dadurch gezwungen werden sollte, sein Gewerbe aufzugeben. Jener Teil seines Kapitals, den er bisher zum Kauf von Rohstoffen und für die Bezahlung der Löhne seiner Arbeiter normalerweise verwendet hat, dürfte vermutlich ohne nennenswerte Schwierigkeit in anderen Gewerben eine Anlage finden, den anderen Teil aber, in Werkstätten und Maschinen investiert, könnte er wohl kaum ohne empfindlichen Verlust veräußern. Aus Rücksicht auf seine berechtigten Interessen ist es daher erforderlich, solche Änderungen niemals plötzlich, sondern langsam, stufenweise und erst nach einer entsprechend langen Ankündigungszeit vorzunehmen.“
Die zentrale Funktion des Staates bleibt, das Privateigentum vor Übergriffen zu schützen und die Einhaltung von Verträgen sicherzustellen. Smith lebte jedoch im Zeitalter des europäischen Merkantilismus, der sich hauptsächlich auf die Kontrolle des Außenhandels und damit Interventionismus konzentrierte, gegen den Smith heftig argumentierte. Gleichwohl hielt Smith den damals in England praktizierten Merkantilismus im Allgemeinen für freiheitlicher als denjenigen in vielen Nachbarländern wie etwa in Frankreich.
Adam Smith war bei einigen bedeutenden englischen Politikern seiner Zeit sehr geschätzt. Nach seiner Rückkehr aus Frankreich wurde er Berater des britischen Schatzkanzlers. Im Jahr 1787 traf er sich mehrmals mit dem mehrfachen Premierminister William Pitt, der ein glühender Bewunderer des Wohlstands der Nationen sowie ein leidenschaftlicher Befürworter der smithschen Freihandelsprinzipien war (siehe D. D. Raphael, Adam Smith). Smith war zudem mit dem amerikanischen Gründervater Benjamin Franklin befreundet. Während Franklins Aufenthalt in London besprach er mit diesem (und anderen) jedes Kapitel des damals noch in Planung befindlichen Werks Wohlstand der Nationen.
Außerdem war Smith Mitarbeiter in dem vom schottischen Großkaufmann Andrew Cochrane of Brighouse (1693–1777) gegründeten Political Economy Club, wo Smith u. a. wirtschaftliche Informationen erhielt, die er in den Wohlstand der Nationen miteinbrachte.
Adam Smith kritisierte heftig die Kolonialpolitik Englands sowie anderer europäischer Staaten, insbesondere Spaniens: „Torheit und Ungerechtigkeit waren anscheinend die vorherrschenden Motive und bestimmten die ersten Pläne zur Gründung der Kolonien: Die Torheit, Gold und Silber nachzujagen, und die Ungerechtigkeit, den Besitz eines Landes zu begehren, dessen harmlose Eingeborene weit davon entfernt waren, jemals einen Europäer zu beleidigen“ (Wohlstand der Nationen, Viertes Buch, Kap. 7). Smith sah im Gegensatz zu den Merkantilisten, keine staatliche Aufgabe darin, den Gold- und Silberimport zu unterstützen. Es war für ihn nicht einmal sicher, dass die Goldmengen, die via Spanien aus Südamerika hereinfluteten überhaupt vorteilhaft für Europa waren: Zwar wurden dadurch Produkte aus Gold wie Schmuck und Silberbesteck erschwinglicher; andererseits wurde der Nutzen von Gold als Zahlungsmittel gemindert. Man musste größere Mengen Gold mitführen, um über die gleiche Kaufkraft zu verfügen (WN, 4. Buch, Kap. 1).
Smith argumentierte sowohl aus moralischen als auch aus ökonomischen Gründen für die Abschaffung der Sklaverei: „Die Erfahrung zu allen Zeiten und in allen Völkern beweist, wie ich glaube, dass die Arbeit eines Sklaven am Ende die teuerste ist.“ Nur sehr profitträchtige Pflanzungen wie Tabak oder Zucker können, so Smith, die hohen Kosten der Sklavenhaltung (noch) tragen. Der Grund, weshalb die Arbeit von Sklaven der von freien Männern zuweilen vorgezogen wird, ist der Stolz, der den Menschen herrschsüchtig macht und dazu führt, dass ihn nichts mehr kränkt, als sich herablassen zu müssen, um Untergebene zu überzeugen (Wohlstand der Nationen, Drittes Buch, Kap. 2: “The pride of man makes him love to domineer, and nothing mortifies him so much as to be obliged to condescend to persuade his inferiors”).
Auch im vierten Buch, Kapitel 7, stellte Smith fest, dass Sklaven in einem Staat mit einer willkürlichen Regierung mehr Schutz genießen als in einer freien:

„Sofern das Gesetz den Sklaven gegen die Gewalttätigkeit seines Herrn einigermaßen schützt, so wird es in einer Kolonie, deren Regierung großenteils willkürlich ist, genauer befolgt werden als in einer solchen, wo sie völlig frei ist. In jedem Lande, wo das unglückselige Gesetz der Sklaverei gilt, mischt sich die Obrigkeit, wenn sie den Sklaven beschützt, mehr oder weniger in die Verwaltung des Privateigentums des Herrn und darf dies in einem freien Lande, wo der Herr entweder Mitglied einer Kolonial-Versammlung oder Wähler eines solchen Mitgliedes ist, sich nur mit der größten Vorsicht und Behutsamkeit erlauben.“

Die Schriften von Smith bildeten neben anderen das theoretische Fundament des späteren Manchesterliberalismus.

### Rezeption
Karl Marx schreibt, im Hauptwerk von Adam Smith „Reichtum der Nationen“ habe sich die politische Ökonomie „zu einer gewissen Totalität entwickelt, gewissermaßen das Terrain, das sie umfaßt, abgeschlossen.“
Methodisch bewege sich Smith, so Marx, „mit großer Naivität in einem fortwährenden Widerspruch. Auf der einen Seite verfolgt er den innren Zusammenhang der ökonomischen Kategorien... auf der andren stellt er daneben den Zusammenhang, wie er... sich dem unwissenschaftlichen Betrachter darstellt... Diese beiden Auffassungen - wovon die eine... in die Physiologie des bürgerlichen Systems eindringt, die andre nur beschreibt, katalogisiert, erzählt und schematisierende Begriffsbestimmungen bringt, was sich in dem Lebensprozeß äußerlich zeigt... - laufen bei Smith nicht nur unbefangen nebeneinander, sondern durcheinander und widersprechen sich fortwährend.“ So fänden sich bei Adam Smith „vier kraß entgegengesetzte Ansichten über den Wert, die gemütlich neben- und untereinanderlaufen.“ Bei Smith sei das Widersprüchliche und Durcheinander aber gerechtfertigt, „da sein Geschäft in der Tat ein Doppeltes war. Einerseits der Versuch, in die innre Physiologie der bürgerlichen Gesellschaft einzudringen, anderseits aber zum Teil erst ihren äußerlich erscheinenden Zusammenhang darzustellen.“ „Die Widersprüche A. Smith's haben das Bedeutende“, so Marx, „daß sie Probleme enthalten, die er zwar nicht löst, aber dadurch ausspricht, daß er sich widerspricht.“ Paul Howard Douglas dagegen beschuldigt Smith, mit seiner Werttheorie die englische politische Ökonomie in eine Sackgasse geführt zu haben, aus der sie ein ganzes Jahrhundert nicht herausgekommen sei. So auch in einem amerikanischen Lehrbuch zur Geschichte des ökonomischen Denkens: „Smith‘ Beitrag zur Werttheorie hat die Angelegenheit mehr verwirrt als geklärt. Fehler, Ungenauigkeiten und Widersprüche sind das traurige Ergebnis seiner Abhandlungen.“ Marx bewertet das Smith'sche Durcheinander anders. Widersprüche und Ungereimtheiten in dessen Werk seien naturgemäß, da Smith, den Marx den Grundleger der politischen Ökonomie nennt, „notwendig tastet, experimentiert, mit einem erst sich gestaltenden Ideenchaos ringt“.

Marx lobt Adam Smith für dessen Theorie der produktiven und unproduktiven Arbeit: „Die produktive Arbeit wird hier bestimmt vom Standpunkt der kapitalistischen Produktion aus, und A. Smith hat die Sache selbst begrifflich erschöpft, den Nagel auf den Kopf getroffen - es ist dies eines seiner größten wissenschaftlichen Verdienste..., daß er die produktive Arbeit als Arbeit bestimmt, die sich unmittelbar mit dem Kapital austauscht... Damit ist auch absolut festgesetzt, was unproduktive Arbeit ist. Es ist Arbeit, die sich nicht gegen Kapital, sondern unmittelbar gegen Revenue austauscht, also gegen Salair oder Profit... Ein Schauspieler z.B., selbst ein Clown, ist hiernach ein produktiver Arbeiter, wenn er im Dienst eines Kapitalisten arbeitet..., dem er mehr Arbeit zurückgibt, als er in der Form des Salairs von ihm erhält, während der Flickschneider, der zu dem Kapitalisten ins Haus kommt und ihm seine Hosen flickt, ihm einen bloßen Gebrauchswert schafft, ein unproduktiver Arbeiter ist. Die Arbeit des erstren tauscht sich gegen Kapital aus, die des zweiten gegen Revenue. Die erstre schafft einen Mehrwert; in der zweiten verzehrt sich eine Revenue.“
 Mark Blaug dagegen sagt, die Smithsche Unterscheidung zwischen produktiver und unproduktiver Arbeit sei nicht zu halten. Sie „ist wahrscheinlich die unglücklichste Kategorisierung in der gesamten Geschichte ökonomischer Doktrinen.“

Smith sagt, „Lohn, Profit und Rente sind die drei ursprünglichen Quellen allen Einkommens ebenso wie allen Tauschwerts.“ Marx bezeichnet die Aussage als „närrischen Schnitzer“. Nachdem Smith zunächst richtig aus dem Wert die Revenuen abgeleitet habe, verfährt er plötzlich umgekehrt „und läßt die Revenuen aus Bestandteilen… zu Urquellen alles Tauschwerts werden, womit der Vulgärökonomie Tür und Tor weit geöffnet war.“ Die Smithsche Ableitung des Wertes aus den Einkommen bilde den theoretischen Ausgangspunkt der von Jean B. Say begründeten Produktionsfaktorentheorie sowie der auch heute noch verfochtenen „Lohn-Preis-Spirale“.
Marx sagt, Adam Smith habe in der Darstellung des Reproduktionsprozesses... „nicht nur keine Fortschritte, sondern entschiedene Rückschritte gemacht im Vergleich zu seinen Vorgängern, namentlich den Physiokraten“. Er habe der politischen Ökonomie das „wahrhaft fabelhafte Dogma“ vererbt, „daß der Preis der Waren aus Arbeitslohn, Profit (Zins) und Grundrente, also bloß aus Arbeitslohn und Mehrwert zusammengesetzt ist.“ Auf diese Weise habe A. Smith den konstanten Wertteil des Kapitals aus dem Warenwert „wegzuhexen“ versucht.
Joseph Schumpeter schreibt in History of Economic Analysis (1954) über Smiths Werk, dass es „keine einzige, analytische Idee oder Methode und kein analytisches Prinzip enthält, die im Jahre 1776 völlig neu gewesen wären.“ Überdies betitelte Schumpeter den Beitrag Smiths in Die Theorie der wirtschaftlichen Entwicklung als historische Soziologie ohne ökonomische Relevanz. Er bezweifelt auch, ob Smith überhaupt eine Arbeitswerttheorie vertreten habe.

Ähnlich Wilhelm Hasbach, der behauptet, dass die Auffassungen Smiths „nichts weiter als die nationalökonomische Theorie der Naturrechtslehre“ seien und unter einem „Mangel an geistiger Schärfe“ und „schöpferischer Genialität“ litten.
Die größte Kritik an Smith und den 170 Jahren Smith-Forschung formulierte vermutlich Murray Rothbard in seinem im Jahre 1995 erschienenen Werk. Nach Rothbard genießt Smith den Ruf als Exponent der freien Marktwirtschaft völlig zu Unrecht. Die zentrale Kritik ist die Schlussfolgerung Smiths, dass der Wert durch die objektiven Produktionskosten bestimmt wird und nicht durch die subjektive Einschätzung der Konsumenten. Mit diesem elementaren Fehler soll Smith den theoretischen Unterbau für den Marxismus gebildet und überdies die Fortschritte seiner talentierten Vorgänger negiert und die Wirtschaftswissenschaften auf den falschen Weg gebracht haben.

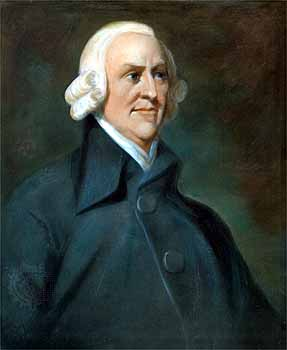
Adam Smith

Adam Smith stand Gesellschaften mit beschränkter Haftung, insbesondere Aktiengesellschaften, sehr kritisch gegenüber. P. J. O’Rourke bemerkte daher, dass Smith die große Bedeutung, die Aktiengesellschaften später erlangten, nicht vorhergesehen und diese Institution insofern falsch eingeschätzt hatte. Die Kritik bezieht sich auf eine Stelle im fünften Buch im Wohlstand der Nationen. Demnach verstehen Aktionäre selten etwas vom Geschäft der Gesellschaft. Aktiengesellschaften werden von Direktoren geleitet, die das Geld anderer Leute verwalten. „Daher müssen Nachlässigkeit und Verschwendung in der Geschäftsführung einer solchen Gesellschaft stets mehr oder weniger vorherrschen“ (WN, Fünftes Buch, 1. Kapitel, Teil 3). Ferner bemerkt P.J. O’Rourke, dass Adam Smith das Ausmaß der Industriellen Revolution, die im Wesentlichen nach seinem Tod einsetzte, nicht vorhergesehen habe. Dies obwohl Adam Smith mit James Watt befreundet war und dessen Erfindung bewunderte. Nach P.J. O’Rourke sah Smith die Industrielle Revolution deswegen nicht voraus, da sie aus seiner Sicht schon zu seinen Lebzeiten stattgefunden habe.
James Buchan kritisiert, dass Smith eine statische Welt beschreibe, in der weder Bevölkerungszunahme und -abnahme noch innovative Unternehmer vorkämen. Innovation beschreibt Smith ausschließlich in der Form, dass sie stückchenweise zu Verbesserungen führt. Bahnbrechende Erfindungen einführender Unternehmer wie beispielsweise Thomas Edison, die oft im Zentrum moderner ökonomischer Analysen stehen, werden von Smith als „projectors“ abgetan, die im Allgemeinen knappes Kapital für unrentable Ideen verschwenden.
Von James Buchan ebenso wie von Helen Winter und Thomas Rommel wird kritisiert, dass Smith die Bedeutung von Frauen als Teilnehmer im Wirtschaftsleben nahezu völlig ausblendet. Er folgt damit, so bemerken H. Winter und T. Rommel, in gewisser Weise abschwächend, einem allgemeinen Verständnis der Zeit des 18. Jahrhunderts, das Weiblichkeit nicht als gesellschaftlich gleichwertig ansah.
Adam Smith attackierte sehr gründlich alle Restriktionen, mit denen merkantilistische Staaten den grenzüberschreitenden Verkehr von Gütern und Kapital behinderten. Alan Wolfe bemerkte, dass Smith eigenartigerweise fast nirgendwo für den Abbau von Hürden bei der Aus- und Einwanderung von Personen argumentiert hat. Abgesehen von Nebenbemerkungen im Abschnitt über die bessere Verhandlungsposition von Arbeitern in den Nordamerikanischen Kolonien, enthält der Wohlstand der Nationen an keiner Stelle eine detaillierte Untersuchung der Vorteile, wenn Arbeiter grenzüberschreitend die besten Arbeitsmöglichkeiten suchen dürfen.
Smith argumentiert im Wohlstand der Nationen ausgiebig mit historischen Beispielen, seine Vorgehensweise entspricht dabei jedoch aus Sicht von R. H. Campbell und A. S. Skinner nicht der geschichtswissenschaftlichen Orthodoxie. Das von Smith benutzte geschichtliche Material ist nur insofern aussagekräftig, als es seine Analysen verständlich macht. Problematisch wird dies in Fällen, in denen das historische Material von zentraler Bedeutung für Smiths Argumentation ist. Er schreibt am Ende des ersten Kapitels des dritten Buchs: „Nach dem natürlichen Lauf der Dinge wird daher in jedem sich entwickelnden Land das Kapital zunächst überwiegend in die Landwirtschaft, später ins Gewerbe und zuallerletzt in den Außenhandel gelenkt. Diese Ordnung der Dinge ist so natürlich, dass sie in jedem Land, wie ich glaube, in gewissem Grade befolgt wurde.“ Im nächsten Absatz stellt Smith angesichts der tatsächlichen historischen Fakten diesen „natürlichen Lauf der Dinge“ auf den Kopf:

„Obwohl sich diese natürliche Entwicklung in jedem Lande in einem gewissen Grade hätte vollziehen müssen, ist sie in allen modernen Staaten Europas in vielerlei Beziehung völlig umgekehrt verlaufen. So hat der Außenhandel in einigen Städten alle feineren Manufakturwaren oder solche, die für den Fernhandel geeignet waren, eingeführt. Gewerbe und Außenhandel haben dann zusammen den entscheidenden Fortschritt in der Landwirtschaft in die Wege geleitet.“

In den folgenden beiden Kapiteln des dritten Buches erläutert der „Historiker“ Smith, wie sich die Zunahme des Wohlstands auf eine Art und Weise vollzogen hat, die vom „natürlichen Lauf“ verschieden war. Es wird hier deutlich, dass bei der Nutzung des Wohlstands der Nationen als historischer Quelle gewisse Spannungen zwischen der analytisch „spekulativen“ Darstellung der historischen Entwicklung und der „orthodoxen“ Geschichtsschreibung zu berücksichtigen sind.
Alan Greenspan bezeichnet es als verblüffend, dass unsere heutigen Vorstellungen von der Wirksamkeit des Marktes und des freien Wettbewerbs im Wesentlichen schon in den Gedanken von Adam Smith enthalten sind. Greenspan bezeichnet den Wohlstand der Nationen als eine der größten Errungenschaften der Geistesgeschichte.
Amartya Sen bezeichnet den Beitrag des Wohlstands der Nationen für unser Verständnis dessen, was später Kapitalismus genannt wurde, als monumental. Smiths Erkenntnisse seien bis zum heutigen Tag bedeutend. Nach Sen betrachte Smith den reinen Marktmechanismus keineswegs als ausreichend. Für das Funktionieren einer Marktwirtschaft sei außerdem noch Vertrauen zwischen den Akteuren einschließlich der Banken unverzichtbar. Smith erläutere in seinem Werk die Mechanismen, die dazu führen würden, dass dieses Vertrauen manchmal gestört sei. Er würde, so Sen, die derzeitigen Probleme von Firmen und Banken nicht rätselhaft finden.

## Gedenken

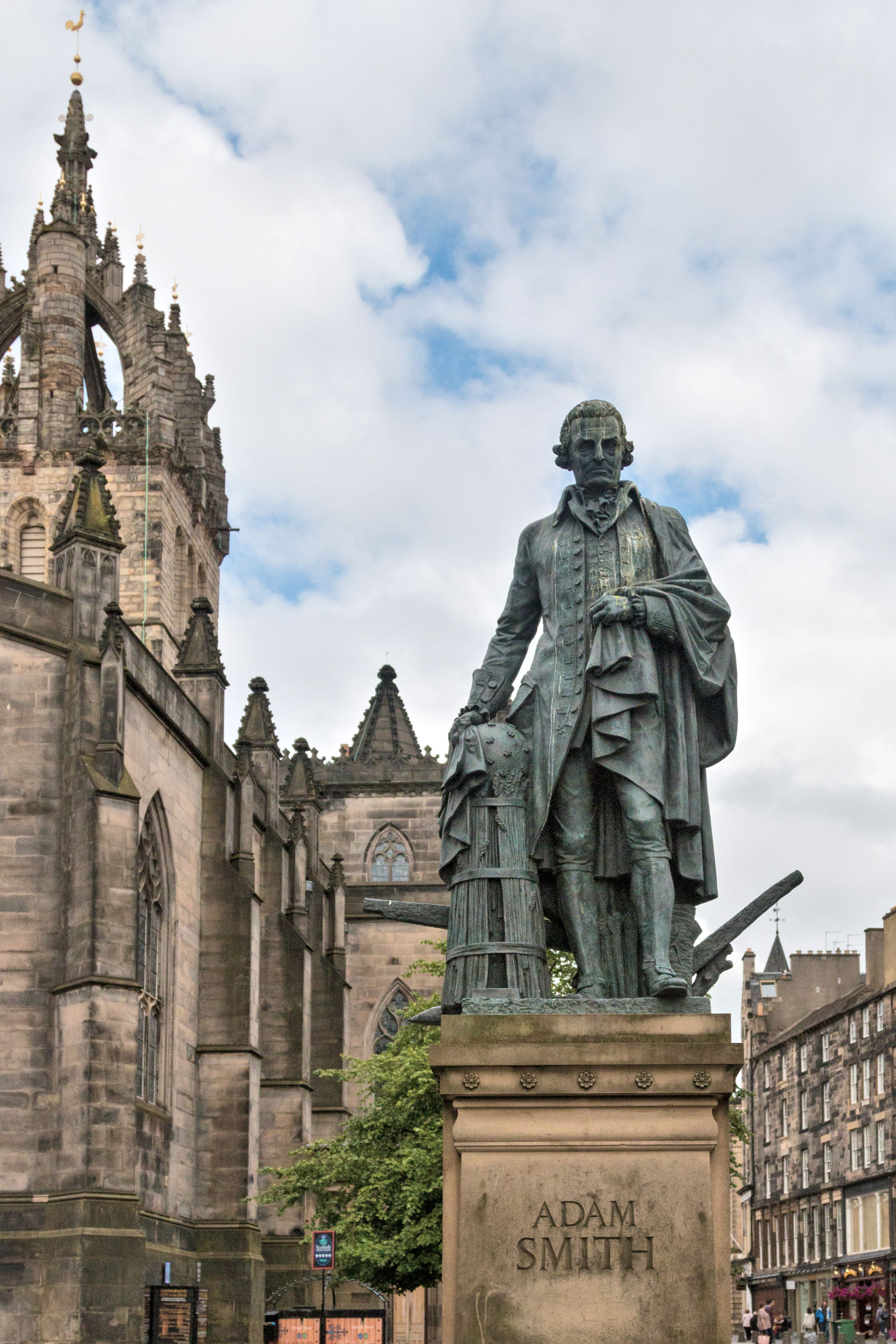
Denkmal für Adam Smith vor der St.-Giles-Kathedrale in Edinburgh

Smith ziert die am 30. Oktober 2006 vorgestellte und am 13. März 2007 ausgegebene neue 20-Pfund-Sterling-Banknote der Bank of England. Schon früher war sein Porträt auf einer 50-Pfund-Banknote einer schottischen Bank erschienen. In Edinburgh erinnert seit Juli 2008 unweit der St.-Giles-Kathedrale ein Denkmal an Adam Smith.
Im Gedenken an Smith verleiht die National Association for Business Economics seit 1982 den Adam-Smith-Preis und das Forum Ökologisch-Soziale Marktwirtschaft (FÖS) seit 2004 den Adam-Smith-Preis für marktwirtschaftliche Umweltpolitik.

## Werke

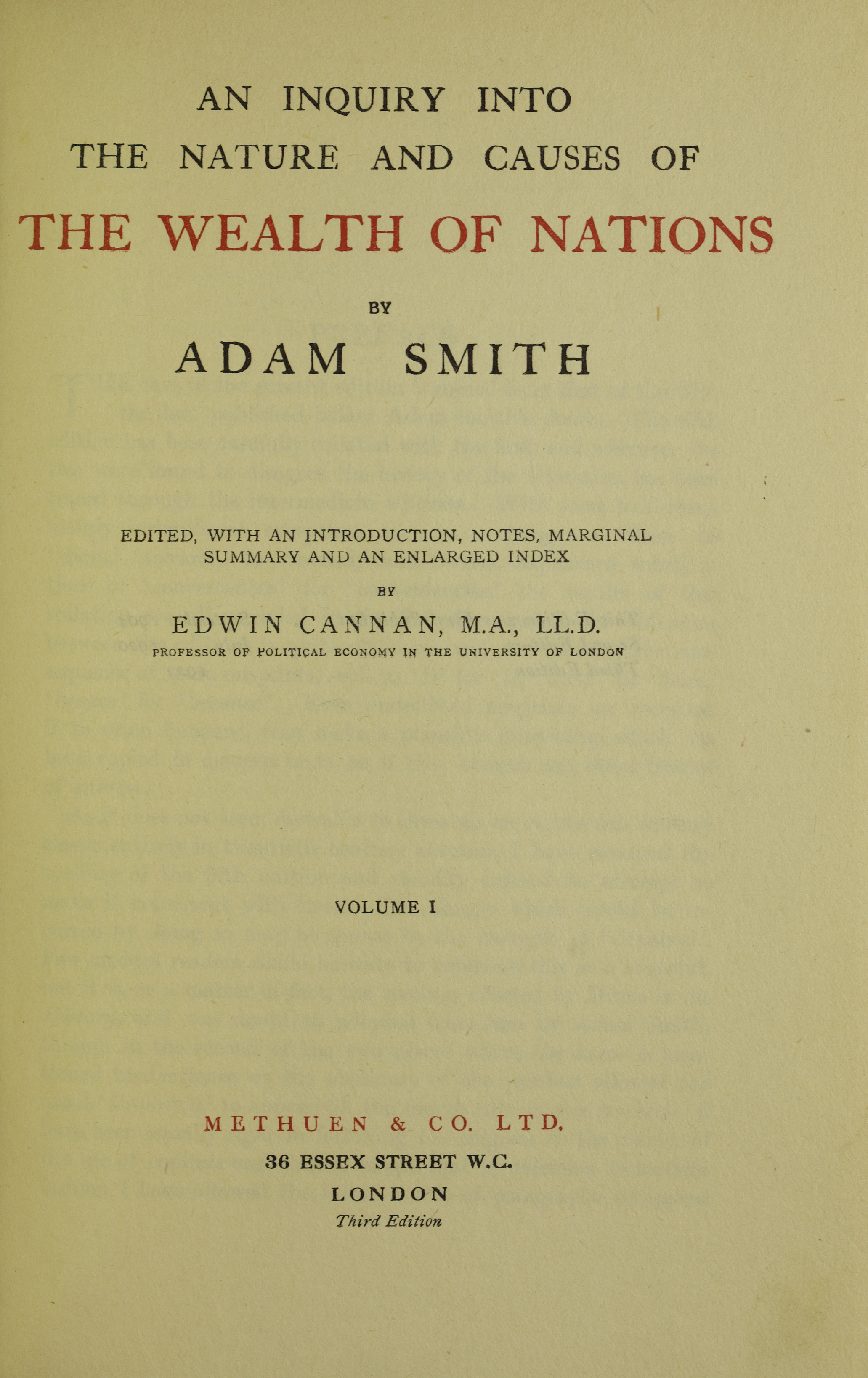
Inquiry into the nature and causes of the wealth of nations, 1922

- Theory of Moral Sentiments (1759), deutsch Theorie der ethischen Gefühle. Herausgegeben, ins Deutsche übersetzt und mit Anmerkungen versehen von Walther Eckstein. Meiner, Hamburg 2004, ISBN 978-3-7873-1671-7.
- Considerations Concerning the Formation of Languages and the Different Genius of original and compounded Languages. (1767). Erstmals publiziert als Anhang zur dritten Edition der Theorie der ethischen Gefühle[47]
- An Inquiry into the Nature and Causes of the Wealth of Nations (1776), deutsch Der Wohlstand der Nationen. Übersetzt von Max Stirner, herausgegeben von Heinrich Schmidt. Anaconda, Köln 2013, ISBN 978-3-7306-0018-4
- Essays on Philosophical Subjects (postum 1795). Ediert von W. P. D. Wightman and J. C. Bryce. Liberty Fund, Carmel 1982, ISBN 978-0-86597-023-6
- Lectures on Jurisprudence (postum 1976), deutsch Vorlesungen über Rechts- und Staatswissenschaften. Ursprünglich studentische Niederschrift von Vorlesungen von 1762–1763. Übersetzt, eingeleitet und kommentiert von Daniel Brühlmeier. Academia Verlag, Sankt Augustin 1996, ISBN 3-88345-714-0
- Lectures on Rhetoric and Belles Lettres (postum 1976). Ursprünglich studentische Niederschrift von Vorlesungen von 1762–1763. Ediert von J. C. Bryce. Liberty Fund, Carmel 1985, ISBN 978-0-86597-052-6

## Übersetzungen
- Untersuchung über die Natur und die Ursachen des Nationalreichthums: aus dem Engl. der 4. Ausg. neu übersetzt. Originaltitel: An inquiry into the nature and causes of the wealth of nations. Erschienen in 3 Bänden. Korn, Breslau [u. a.] 1799 Digitalisat
- Eine Untersuchung über das Wesen und die Ursachen des Reichtums der Nationen, Band I, übersetzt und eingeleitet von Peter Thal, Akademie-Verlag, Berlin 1963, 2. Aufl., Berlin 1976.
- Eine Untersuchung über das Wesen und die Ursachen des Reichtums der Nationen, Band II, übersetzt und eingeleitet von Peter Thal, Akademie-Verlag Berlin 1975.
- Eine Untersuchung über das Wesen und die Ursachen des Reichtums der Nationen, Band III, übersetzt und eingeleitet von Peter Thal, Akademie-Verlag, Berlin 1984.
- Philosophische Schriften. Herausgegeben und mit einem Nachwort von Norbert Paulo, Suhrkamp, Berlin 2023, ISBN 978-3-518-30000-8.